# Socijalistička Internacionala
Socijalistička internacionala je svjetska organizacija političkih stranaka socijalističke provinijencije; demokratskih socijalista, socijaldemokrata, i radničkih stranaka (laburista). SI je osnovana 1951.

## Povijest organizacije
SI svoje ime i porijeklo vodi iz Druge internacionale, koja je osnovana 1889. godine i raspala se pred Prvi svjetski rat, 1914. godini. Najveći politički dosezi Druge internacionale bili su proglašenje 1. svibnja za Međunarodni praznik rada, 1889. godine, i proglašenje 8. ožujka za Međunarodni dan žena. I pored rascjepa koji je zavladao izbijanjem Prvog svjetskog rata, organizacijski kostur SI nastavio je djelovati putem Međunarodna socijalistička komisija (Međunarodni socijalistički odbor, Bernska internacionala). Socijalistička internacionala, obnovila je rad 1923. (kao Radnička i socijalistička internacionala). U današnjem obliku postoji od završetka Drugog svjetskog rata, kada joj je rad ponovno obnovljen.
U poslijeratnoj Europi SI je pružala pomoć pri obnavljanju socijalističkih i socijaldemokratskih partija, nakon pada diktatorskih režima u Portugalu (1974.) i Španjolskoj (1975.). Do svog Ženevskog kongresa, 1976. godine, Socijalistička internacionala je imala je svega par članica izvan Europe i vrlo malu prisutnost u Latinskoj Americi. Od 1980-ih to se promijenilo, te godine većina stranaka iz SI pružila je podršku nikaragvanskom Sandističkom frontu nacionalnog oslobođenja (SFNO), čije se ljevičarsko rukovodstvo našlo u konfliktu s tadašnjom službenom politikom SAD. Tada je SI primila u svoje članstvo stranku SFNO (sandinisti), kao i stranku lijevog centra (Stranka nezavisnosti Puerto Rica), kao i post - komunističke stranke (reformirane komuniste), kao što su talijanska Lijevi demokrati(Democratici di Sinistra DS) i Front oslobođenja Mozambika (FRELIMO).
- Socijalistička stranka Europe‎ (krovna organizacija europskih političkih stranaka socijalističke provinjencije, aktivna u Europskom parlamentu), je povezana organizacija Socijalističke internacionale.

## Predsjednici SI
- Morgan Phillips (Velika Britanija) 1951. – 1957.
- Alsing Andersen (Danska) 1957. – 1962 .
- Erich Ollenhauer (SR Njemačka) 1963.
- Bruno Pittermann (Austrija) 1964. – 1976.
- Willy Brandt (SR Njemačka)  1976. – 1992.
- Pierre Mauroy (Francuska) 1992. – 1999.
- António Guterres (Portugal) 1999. – 2005.
- Georgios Andreas Papandreu (Grčka) od 2006. do danas

### Počasni Predsjednici SI
- Pierre Mauroy (Francuska)
- Ruben Berrios Martinez (Portoriko)
- Philippe Busquin (Belgija)
- Alan García (Peru)
- Anita Gradin (Švedska)
- Elazar Granot (Izrael)
- Anker Jørgensen (Danska)
- Neil Kinnock (Velika Britanija)
- Enrique Silva Cimma (Čile)
- Mário Soares (Portugal)
- Hans-Jochen Vogel (Njemačka)

## Kongresi SI
- I      1951 Frankfurt
- II     1952 Milano
- III    1953 Stockholm
- IV     1955 London
- V      1957 Beč
- VI     1959 Hamburg
- VII    1961 Rim
- VIII   1963 Amsterdam
- IX     1964 Bruxelles
- X      1966 Stockholm
- XI     1969 Eastbourne
- XII    1972 Beč
- XIII   1976 Geneva
- XIV    1978 Vancouver
- XV     1980 Madrid
- XVI    1983 Albufeira
- XVII   1986 Lima
- XVIII 1989 Stockholm
- XIX    1992 Berlin
- XX     1996 New York
- XXI    1999 Pariz
- XXII   2003 São Paulo
- XXIII 2008 Atena

## Stranke članice SI
- Albanija – Partia Socialiste e Shqipërisë
- Alžir – Front des Forces socialistes
- Andora – Partit Socialdemòcrata
- Angola – Movimento Popular de Libertação de Angola
- Argentina – Partido Socialista, Unión Cívica Radical
- Armenija – Haj Heghapočakan Dašnakcucjun
- Aruba – Movimiento Electoral di Pueblo
- Australija – Australian Labor Party
- Belgija – Parti Socialiste, Sociaal Progressief Alternatief
- Benin – Parti Social Démocrate
- BiH – Socijaldemokratska partija BiH
- Bolivija – Movimiento de la Izquierda Revolucionaria Nueva Mayoría
- Brazil – Partido Democrático Trabalhista
- Bugarska – Balgarska socialističeska partija, Partija balgarski sozialdemokrati
- Cipar – Kinima Sosialdimokraton
- Crna Gora – Socijaldemokratska partija Crne Gore
- Curaçao – Partido Movementu Antia Nobo
- Češka – Česká strana sociálně demokratická
- Čile – Partido por la Democracia, Partido Socialista de Chile, Partido Radical Social Demócrata
- Danska – Socialdemokraterne
- Dominikanska Republika – Partido Revolucionario Dominicano
- Ekvador – Izquierda Democrática
- Ekvatorska Gvineja – Convergencia para la Democracia Social
- Finska – Suomen Sosialidemokraattinen Puolue
- Francuska – Parti Socialiste
- Grčka – Panellínio Sosialistikó Kínima (Πανελλήνιο Σοσιαλιστικό Κίνημα)
- Gvineja – Rassemblement du Peuple de Guinée
- Haiti – Parti Fusion des Sociaux-Democrates Haitiens
- Hrvatska – Socijaldemokratska partija Hrvatske
- Irska – Páirtí an Lucht Oibre
- Island – Samfylkingin
- Italija – Partito Socialista Italiano
- Izrael – Awoda, Meretz-Jachad
- Jamajka – People's National Party
- Japan – Shakai Minshutō
- Jemen – Hizb al-Ishtirakiya al-Yamaniya
- Južna Afrika  – African National Congress
- Kamerun – Front social démocrate
- Kanada – NDP (New Democratic Party, Nouveau Parti démocratique)
- Kolumbija – Partido Liberal Colombiano
- Kostarika – Partido Liberación Nacional
- Libanon – al-Hizb at-taqadummi al-ischtiraki (Progresivno-socijalistička stranka), Haj Heghapochakan Daschnakzuzjun (Armenski revolucionarni savez)
- Litva – Lietuvos Socialdemokratų Partija
- Luksemburg – LSAP (Lëtzebuerger Sozialistesch Arbechterpartei, Luxemburger Sozialistische Arbeiterpartei, Parti ouvrier socialiste luxembourgeois)
- Mađarska – Magyar Szocialista Párt, Magyarországi Szociáldemokrata Párt
- Makedonija – Socijaldemokratski sojuz na Makedonija
- Malezija – Parti Tindakan Demokratik
- Mali – African Party for Solidarity and Justice
- Maroko – Union Socialiste des Forces Populaires (al-ittiḥād al-ištirākī li-l-quwwāt aš-šaʿbīya)
- Mauricijus – Parti Travailliste, Mouvement Militant Mauricien
- Meksiko – Partido Revolucionario Institucional, Partido de la Revolución Democrática
- Moldavija – Partidul Democrat din Moldova
- Mongolija – Mongolyn Ardyn Xuw'sgalt Nam
- Mozambik – FRELIMO
- Nepal – Nepali Congress
- Niger – Parti Nigérien pour la Démocratie et le Socialisme
- Nikaragva – Frente Sandinista de Liberación Nacional
- Panama – Partido Revolucionario Democrático
- Pakistan – Pakistan Peoples Party (Pākistān pīplz pārṭī)
- Palestina – al-Fatah
- Paragvaj – Partido Revolucionario Febrerista
- Peru – Partido Aprista Peruano
- Poljska – Sojusz Lewicy Demokratycznej
- Portugal – Partido Socialista
- Portoriko – Partido Independentista Puertorriqueño
- Rumunjska – Partidul Social Democrat
- Rusija – Spravedlivaja Rossija
- San Marino – Partito dei Socialisti e dei Democratici
- Senegal – Parti Socialiste du Sénégal
- Sjeverna Irska – Social Democratic and Labour Party
- Slovačka – SMER – sociálna demokracia
- Španjolska – Partido Socialista Obrero Español
- Švedska – Socialdemokraterna
- Švicarska – Socijaldemokratska stranka Švicarske (Sozialdemokratische Partei der Schweiz / Parti socialiste suisse / Partida socialdemocratica da la Svizra)
- Tanzanija – Stranka revolucije (Chama Cha Mapinduzi)
- Tunis – Forum démocratique pour le travail et les libertés
- Turska – Cumhuriyet Halk Partisi
- SAD – Democratic Socialists of America
- Urugvaj – Partido Socialista del Uruguay, Nuevo Espacio
- Venezuela – Acción Democrática
- Zelenortska Republika – Partido Africano da Independência de Cabo Verde

## Vanjske poveznice
- Službene stranice Socialističke Internacionale  Arhivirana inačica izvorne stranice od 23. travnja 2006. (Wayback Machine)
- Službene stranice Socijalističke stranke Europe